# Ildefonso Santos sr.
Ildefonso Santos (Malabon, 23 januari 1897 - 1984) was een Filipijns dichter. Hij schreef gedichten in het Tagalog.

## Biografie
Ildefonso Santos werd geboren op 23 januari 1897 in Baritan in Malabon in de provincie Bulacan. Zijn ouders waren Andres Santos en Atanacia Santiago. Hij studeerde aan het National Teachers College en werkte lange tijd voor het Ministerie van Onderwijs en Cultuur. Hij was de eerste professor Filipijns en was ook supervisor voor de Filipijnse nationale taal. 
Santos' talent voor dichten werd ontdekt, nadat een liefdesbrief van zijn hand werd gepubliceerd in de krant. Hij schreef gebruik makend van het pseudoniem Ilaw Silangan. Bekende gedichten van zijn hand zijn Tatlong Inakay, Ang Mangingisda, Gabi, Ang Guryon, Sa Tabi ng Dagat en Ulap at Mangingisda. Ook schreef hij Simula ng Bagong Panahon ng Tulang Tagalog, een essay dat werd opgenomen in een verzameling van beste essays in het Tagalog van Alejandro Abadilla.
Santos overleed in 1984. Hij was getrouwd met Asuncion Paez. Hun zoon Ildefonso Santos jr. was een bekend landschapsarchitect en werd in 2006 uitgeroepen tot nationaal kunstenaar van de Filipijnen.

## Bron
- Cesar T. Mella, Directory of Filipino Writers: Past & Present, CTM Enterprises, Manilla (1974)